# Bob Hess
Robert William „Bob” Hess (ur. 10 listopada 1910 w Cresco, zm. 16 marca 1998 w Oregon City) – amerykański zapaśnik walczący w stylu wolnym. Olimpijczyk z Los Angeles 1932, gdzie zajął czwarte miejsce w wadze lekkiej.

## Życiorys
Zawodnik Crestwood High School z Cresco i Iowa State University. Trzy razy All-American (1931–1933) w NCAA Division I, pierwszy w 1932 i 1933; drugi w 1931.
Ukończył leśnictwo w Iowa State. Następnie zdobył tytuł magistra na Uniwersytecie Yale, gdzie wiele lat był wykładowcą i badaczem lasów tropikalnych. Zajmował wysokie stanowiska w firmach związanych z pozyskaniem drewna i produkcją papieru, między innymi w Georgia-Pacific.

## Letnie Igrzyska Olimpijskie 1932
| Konkurencja      | Rundy eliminacyjne | Rundy eliminacyjne     | Rundy eliminacyjne    | Rundy eliminacyjne     | Klas. końcowa |
| Konkurencja      | Przeciwnik I       | Przeciwnik II          | Przeciwnik III        | Przeciwnik IV          | Miejsce       |
| ---------------- | ------------------ | ---------------------- | --------------------- | ---------------------- | ------------- |
| 79 kg styl wolny | wolny los Z        | József Tunyogi (HUN) P | Kyösti Luukko (FIN) Z | Ivar Johansson (SWE) P | 4.            |